# Lateinamerikanische Integrationsvereinigung

Logo der Organisation

Die Lateinamerikanische Integrationsvereinigung (spanisch Asociación Latinoamericana de Integración, portugiesisch Associação Latino-Americana de Integração, ALADI) ist eine Organisation mehrerer lateinamerikanischer Staaten der wirtschaftlichen Zusammenarbeit und Schaffung eines gemeinsamen Marktes. Der Sitz der Organisation befindet sich in Montevideo im dortigen Barrio Palermo an der Calle Cebollatí 1461.

## Geschichte
Die Organisation wurde am 12. August 1980 mit der Unterzeichnung des Vertrags von Montevideo von 1980 gegründet. Der Vertrag trat am 18. März 1981 in Kraft und bestimmte die ALADI zur Rechtsnachfolgerin der mit dem Vertrag von Montevideo am 18. Februar 1960 gegründeten Lateinamerikanischen Freihandelszone (ALALC bzw. LAFTA).

## Mitgliedstaaten

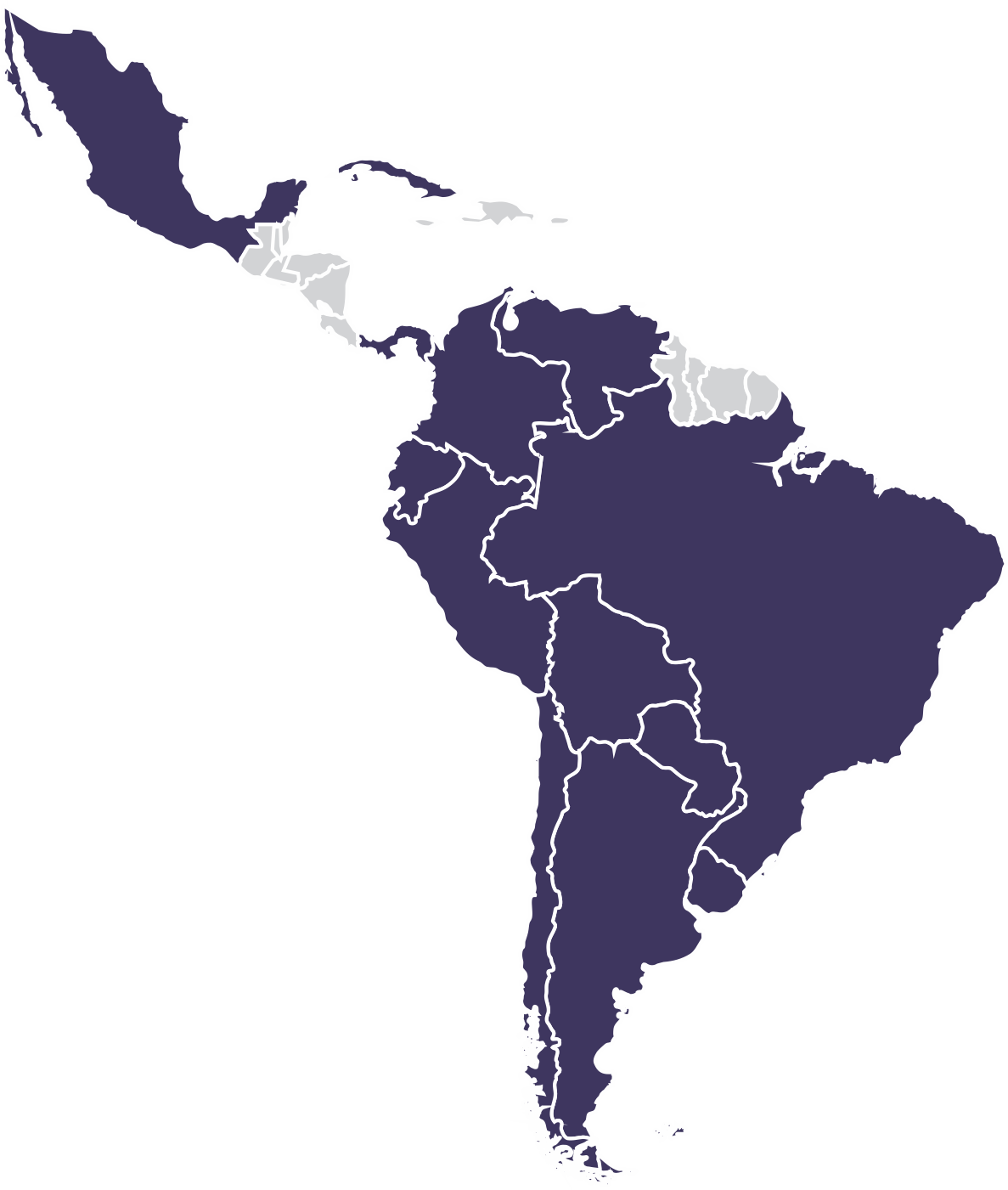
Mitgliedstaaten

Die Organisation hat 13 Mitgliedstaaten.
- Argentinien
- Bolivien
- Brasilien
- Chile
- Kolumbien
- Kuba (seit 1999)
- Ecuador
- Mexiko
- Panama (seit 2011)
- Paraguay
- Peru
- Uruguay
- Venezuela

Am 11. August 2011 wurde im Zuge des 16. Treffens des Ministerrates grundsätzlich der Beitritt Nicaraguas akzeptiert und am 21. März 2012 als 14. Mitgliedsstaat verkündet. Paraguay ist (Stand August 2023) der einzige Mitgliedsstaat, dessen Zustimmung zum Vollbeitritt Nicaraguas noch aussteht.

## Ziele
- Abbau von Handelsbarrieren und Förderung eines gemeinsamen regionalen Marktes[3]
- regionale Zollpräferenzen
- Markteröffnung für Mitgliedsstaaten ohne Gegenseitigkeitsprinzip
- multilaterale Assoziationsmodelle

## Generalsekretäre
- 1980–1984 Julio César Schupp (Paraguay)
- 1984–1987 Juan José Real (Uruguay)
- 1987–1990 Norberto Bertaina (Argentinien)
- 1990–1993 Jorge Luis Ordóñez (Kolumbien)
- 1993–1999 Antônio José de Cerqueira Antunes (Brasilien)
- 2000–2005 Juan Francisco Rojas Penso (Venezuela)
- 2005–2008 Didier Opertti (Uruguay)
- 2008–2009 Bernardino Hugo Saguier-Caballero (Paraguay)
- 2009–2011 José Félix Fernández Estigarribia (Paraguay)
- 2011–2017 Carlos Álvarez (Argentinien)
- 2017–2020 Alejandro de la Peña Navarrete (Mexiko)
- 2020–0000 Sergio Abreu Bonilla (Uruguay)